# Jätteeland
Jätteeland (Taurotragus derbianus) är en art i familjen slidhornsdjur som lever i Afrika. Namnet syftar inte på kroppens storlek, då djuret är lika stor som släktingen vanlig eland, utan på hornens längd som är märkbart längre än hos vanlig eland.
Arten listas ibland i släktet Tragelaphus.

## Kännetecken
Jätteeland har en massiv kropp och jämförelsevis smala extremiteter. Vuxna exemplar når en kroppslängd mellan 2,2 och 2,9 meter, och därtill kommer en cirka 0,9 meter lång svans. Mankhöjden ligger mellan 1,5 och 1,8 meter och vikten mellan 400 och 900 kg. Hannar är större än honor.
Pälsen är rödaktig till brun och har flera smala vita tvärstrimmor. Vid djurets nacke och rygg finns en kort man. Ansiktet kännetecknas av vita läppar och en svart fläck över nosen. Även över varje hov och på de främre extremiteterna finns svarta fläckar. Dröglappen är hos hannar större än hos honor och har delvis en svart färg. Svansens slut har svarta fransar.
Hornen som finns hos bägge kön är skruvade rund axeln och hos hannar V-formiga och upp till 1,2 meter långa. Honor har cirka 0,65 meter långa horn.

## Utbredning och habitat
Djurets ursprungliga levnadsområde sträckte sig över savannen från Senegal till södra Sudan och Uganda. Idag är detta område delat i två delar. Den västra populationen finns idag bara i Senegal och troligtvis även i angränsande områden av Guinea och Mali. Den östra populationen lever i norra Kamerun, i Centralafrikanska republiken och i södra Sudan.
Habitatet utgörs av savannen och öppna skogar.

## Levnadssätt
Jätteeland lever i flockar av upp till 60 individer, vanlig är 15 till 20 exemplar. Äldre hanar hittas ofta ensam. Hjorden delas inte under regntiden som hos flera andra antiloper men de utför större vandringar. Arten är främst aktiv på gryningen och natten, på dagen vilar den i trädens skugga. Jätteeland är växtätare och livnär sig av bland annat gräs, kvistar och blad.
Dräktigheten varar i ungefär nio månader och sedan föder honan vanligtvis en unge. Efter cirka 6 månader slutar honan att ge di. Honor är efter två till tre år könsmogna, hannar först efter fyra till fem år. Några exemplar blir 25 år gamla.

## Hot
Hotet består av jakten och förstöringen av djurets levnadsområde. Av den västra populationen finns idag uppskattningsvis bara 1000 individer kvar. De lever huvudsakligen i Niokolo-Koba nationalparken i sydöstra Senegal. Denna underart listas av IUCN som starkt hotad medan hela arten är klassad som sårbar (vulnerable).

## Systematik
Tidigare räknades jätteeland som underart till elandantilopen men idag är den klassad som egen art. Tillsammans bildar dessa två arter släktet Taurotragus. Med artens epitet, derbianus, hedras den engelska politikern och naturforskaren Edward Smith-Stanley, 13th Earl of Derby.
Den västra underarten fick namnet Taurotragus derbianus derbianus och den östra T. d. gigas.